# Kalervo Tuukkanen
Pour les articles homonymes, voir Tuukkanen.
Kalervo Tuukkanen est un chef d'orchestre et compositeur finlandais né à Mikkeli le 14 octobre 1909 et mort à Helsinki le 12 juillet 1979.

## Biographie
Kalervo Tuukkanen naît le 14 octobre 1909 à Mikkeli,.
Il étudie la composition avec Leevi Madetoja et la théorie avec Krohn à Helsinki. Il obtient un diplôme à l'Université d'Helsinki en 1933 et poursuit son apprentissage au cours de plusieurs voyages à l'étranger. Il dirige ensuite des orchestres et des chœurs locaux.
Comme pédagogue, Kalervo Tuukkanen enseigne à l'école de musique de Viipuri entre 1935 et 1938, est ensuite professeur de chant dans les écoles d'Helsinki de 1938 à 1967, puis professeur invité de musique à l'Université chinoise de Hong Kong entre 1967 et 1969,. Enfin, il enseigne à l'Académie Sibelius d'Helsinki de 1971 à 1977.
Défenseur des interprètes et compositeurs de son pays, il joue un rôle de premier plan dans la création de l'Union des compositeurs finlandais en 1945. C'est également en partie grâce à ses efforts qu'est réalisée la première anthologie de musique finlandaise moderne, Fennica, enregistrée dans les années 1950 et 1960.
Comme compositeur, Kalervo Tuukkanen conjugue l'héritage romantique national de son maître Madetoja et le néoclassicisme d'Uuno Klami en y ajoutant des éléments exotiques.
Avec Karhunpyynti (« La chasse à l'ours ») pour chœur d'hommes et orchestre, d'après un poème d'Aleksis Kivi, il remporte une médaille d'argent lors des compétitions artistiques aux Jeux olympiques de 1948 à Londres,.
Tuukkanen est également l'auteur de six symphonies (1944, 1949, 1952, 1958, 1961, 1978), deux concertos pour violon (1943, 1956), un concerto pour violoncelle (1946), une Sinfonietta (1948), Man and the Elements pour soprano, chœur et orchestre (1949), un opéra, Indumati (1962), Youth Cantata (1963) et A Chorale Echo pour flûte et piano (1963), notamment.
Il a aussi publié une monographie consacrée à Leevi Madetoja (1947).
Kalervo Tuukkanen meurt le 12 juillet 1979 à Helsinki,.